# Кизиларик
Кизилари́к (каз. Қызыларық) — село у складі Жуалинського району Жамбильської області Казахстану. Адміністративний центр Кизиларицького сільського округу.
Населення — 524 особи (2021; 499 у 2009, 589 у 1999, 93 у 1989).